# Ulica Warecka w Warszawie
Ulica Warecka – ulica w dzielnicy Śródmieście w Warszawie. 

## Historia
Ulica jest dawną drogą narolną Kałęczyna. Pierwotnie prowadziła przez jurydykę Szpitala św. Ducha. W końcu XVIII wieku u jej zbiegu w Nowym Światem wzniesiono drewniany dwór Wareckie, należący do starosty wareckiego Józefa Pułaskiego. Od nazwy tej posesji pochodzi nazwa ulicy, nadana oficjalnie w 1770. Naprzeciwko dworu powstał pałac Jabłonowskich (później Sanguszków).
W połowie XIX wieku przy placu Wareckim (od 1957 roku plac Powstańców Warszawy) zbudowano stajnie i powozownie poczty konnej, a później gmach Poczty Głównej, który przetrwał do powstania warszawskiego.
Zabudowa ulicy ucierpiała w czasie obrony Warszawy we wrześniu 1939 roku. W czasie powstania warszawskiego przy ul. Wareckiej róg Nowego Światu znajdował się główny właz kanałowy, którym wychodzili powstańcy ewakuujący się ze Starego Miasta.
Po zniszczeniach w 1944 część budynków odbudowano w latach 50., w tym Dom Spółdzielczości Rolniczej (nr 11a), kamienicę Wedegisa (nr 11) oraz pałacyk Sanguszków i kamienicę Wawrzyńca Mikulskiego na rogu Nowego Światu. 
W latach 1948–1955 wzniesiono gmach Narodowego Banku Polskiego (główny projektant Bohdan Pniewski) a w latach 1958–1961 po przeciwległej stronie ulicy hotel Dom Chłopa (również dzieło Bohdana Pniewskiego i Małgorzaty Handzelewicz-Wacławek) z obszernym parkingiem, na którym po roku 2000 wzniesiono nowy budynek hotelowy.
Przy ul. Kubusia Puchatka ulica przechodzi przez dwa sklepione łukowo prześwity. Nawierzchnię jezdni stanowi zachowany przedwojenny bruk z kostki granitowej.